# Leptogaster pubescens
Leptogaster pubescens är en tvåvingeart som beskrevs av Charles Howard Curran 1934. Leptogaster pubescens ingår i släktet Leptogaster och familjen rovflugor.
Artens utbredningsområde är Guyana. Inga underarter finns listade i Catalogue of Life.